# Dysderina zinona
Dysderina zinona là một loài nhện trong họ Oonopidae.
Loài này thuộc chi Dysderina. Dysderina zinona được Arthur M. Chickering miêu tả năm 1968.